# Kolinda (együttes)
A Kolinda egy magyar népzenei együttes. 1974-ben jött létre, céljuk a népzene felfedezése és a hangszeres zene megtanulása volt. 1975-ben Franciaországban szerződtették őket három évre, míg Magyarországon nem érdeklődtek irántuk, ezért 1979-ben a zenekar feloszlott. Az újraindulásra 1996-ban került sor, régi felvételeiket újból feljátszották, és a kiadási jogokkal kapcsolatos ügyeket is elintézték. Ennek köszönhetően jelent meg a Szerelem című CD-jük, mely 1977 és 1997 közötti dalaikat tartalmazza.

## Tagok
- Dabasi Péter
- Kiss Ferenc
- Kőszegi Péter
- Kováts Dóra
- Lantos Iván
- Róbert György
- Szőke Szabolcs
- Széll András
- Zombori Attila
- Zsigmondi Ágnes
- Juhász Endre
- Gyulai Csaba
- Várhelyi Lilla
- Hasur János
- Matolcsy Eszter
- Krulik Zoltán
- Gaál Éva
- Posvanecz Éva
- Porteleki László
- Pierre Rigopoulos
- Patrice Clémentin
- Jorgosz Tzortzoglu
- Molnár Ferenc
- Román Péter
- Szabó András
- Trunkos András
- Vas János
- Széki József

## Diszkográfia
- I. (Hexagone, 1976)
- II. (Hexagone, 1977)
- 1514 (Hexagone, 1979)
- Szélcsend után (Munich, 1982)
- Úton (Munich, 1984)
- VI. (Pan, 1988)
- Transit (Pan, 1991)
- Ősz (Melodie, 1996)
- Ráolvasás (1997)
- Elfelejtett Istenek (2000)